# Лебанон (округ Додж, Вісконсин)
Лебанон (англ. Lebanon) — місто (англ. town) в США, в окрузі Додж штату Вісконсин. Населення — 1587 осіб (2020).

## Демографія
Згідно з переписом 2010 року, у місті мешкало 1659 осіб у 653 домогосподарствах у складі 496 родин. Було 686 помешкань
Расовий склад населення:
| - 97,5 % — білих - 1,1 % — чорних або афроамериканців - 0,2 % — азіатів - 0,1 % — корінних американців |

До двох чи більше рас належало 1,0 %. Частка іспаномовних становила 1,1 % від усіх жителів.
За віковим діапазоном населення розподілялося таким чином: 20,8 % — особи молодші 18 років, 62,6 % — особи у віці 18—64 років, 16,6 % — особи у віці 65 років та старші. Медіана віку мешканця становила 44,4 року. На 100 осіб жіночої статі у місті припадало 102,1 чоловіків;  на 100 жінок у віці від 18 років та старших — 106,9 чоловіків також старших 18 років.
Середній дохід на одне домашнє господарство  становив 87 082 долари США (медіана — 61 250), а середній дохід на одну сім'ю — 97 927 доларів (медіана — 74 489). Медіана доходів становила 51 172 долари для чоловіків та 36 932 долари для жінок. За межею бідності перебувало 11,8 % осіб, у тому числі 20,4 % дітей у віці до 18 років та 5,5 % осіб у віці 65 років та старших.
Цивільне працевлаштоване населення становило 879 осіб. Основні галузі зайнятості: освіта, охорона здоров'я та соціальна допомога — 26,5 %, виробництво — 14,8 %, будівництво — 13,0 %.